# Bagna (powiat kościerski)
Bagna (dodatkowa nazwa w j. kaszub. Bagna; niem. Sümpfe) – osada kaszubska w Polsce położona w województwie pomorskim, w powiecie kościerskim, w gminie Lipusz. Miejscowość wchodzi w skład sołectwa Śluza.
W latach 1975–1998 miejscowość administracyjnie należała do województwa gdańskiego.